# Liste des évêques de Goré
Cette page constitue une liste des évêques du diocèse de Goré.
L'évêché tchadien de Goré est créé le 28 novembre 1998, par détachement de ceux de Doba et Moundou.

## Sont évêques
- depuis le 28 novembre 1998 : Rosario Ramolo (Rosario Pio Ramolo)